# Kvitsøy
Kvitsøy je norská ostrovní obec v kraji Rogaland. Správním sídlem je Ydstebøhavn. Je nejmenší norskou obcí podle rozlohy souše. Na severu sousedí s obcí Karmøy a Bokn, na severovýchodě s obcí Stavanger (dříve Rennesøy), na jihovýchodě s obcí Randaberg a na jihu s obcí Sola.

## Přírodní poměry
Obec leží u Severního moře při jihozápadní části Skandinávského poloostrova. Leží u vod Boknafjordu. Nejvyšším místem obce je Eime s 28 metry na ostrově Eime.

## Doprava
Obec je spojena s pevninou přívozem Kvitsøy–Mekjarvik. Na ostrově je od roku 2003 v provozu dopravní centrála – Kvitsøy trafikksentral, která obstarává především řízení námořního provozu směřujícího do plynárenského terminálu Kårstø. V blízké budoucnosti (2026–2028) bude obec spojena s ostrovní obcí Bokn a pevninskou obcí Randaberg, a tedy i Stavangerem, pomocí rekordně dlouhého podmořského silničního tunelu – Boknafjordtunnelu, a jeho územím bude procházet evropská silnice E39. Napojení obce na Boknafjordský tunel bude provedeno samostatnou větví tunelu – Kvitsøytunnel.